# Ридс Спринг (Мисури)
Ридс Спринг (енгл. Reeds Spring) град је у америчкој савезној држави Мисури.

## Демографија
По попису из 2010. године број становника је 913, што је 448 (96,3%) становника више него 2000. године.
| Група             | 2000.       | 2010.       |
| Белци             | 448 (96,3%) | 852 (93,3%) |
| Афроамериканци    | 0 (0,0%)    | 1 (0,1%)    |
| Азијати           | 1 (0,2%)    | 7 (0,8%)    |
| Хиспаноамериканци | 7 (1,5%)    | 21 (2,3%)   |
| Укупно            | 465         | 913         |